# 解剖学基础模型
解剖学基础模型，又称解剖学基础模型本体（Foundational Model of Anatomy Ontology, FMA），是解剖学领域的一部参考本体。它是对生物体典型的表现型结构的符号表达形式；FMA是一部由解剖学实体和关系所构成的空间结构本体，而这些实体和关系在所有显著的粒度层次之上构成的则是生物体的实际组织结构。